# Faʻafetai Iutana
Faʻafetai Iutana (ur. 24 maja 1977 w Vaitele) – samoański zapaśnik walczący w obu stylach. Olimpijczyk z Sydney 2000, gdzie zajął dziewiętnaste miejsce w kategorii 66 kg w stylu klasycznym.
Ósmy na igrzyskach Wspólnoty Narodów w 2002. Dwa złote medale na igrzyskach Pacyfiku w 1999 i dwa srebrne w 2007. Złoty i brązowy medalista miniigrzysk Pacyfiku w 2005. Siedmiokrotny medalista mistrzostw Oceanii w latach 1997 – 2007.
Jego bracia: Uati Iutana (olimpijczyk z Seulu 1988) i Faamanu Falo byli również zapaśnikami.
- Turniej w Sydney 2000

Przegrał z Arturem Michalkiewiczem, Wiaczasłauem Makaranką z Białorusi i Dawydem Manukianem z Ukrainy.